# Víctor Ortega
Víctor Hugo Ortega Serna  (* 27. Januar 1988 in Medellín) ist ein kolumbianischer Wasserspringer. Er startet sowohl im Kunstspringen vom 1-m- und 3-m-Brett als auch im 10-m-Turmspringen. Trainiert wird er von Oscar Urrea.
Seine ersten internationalen Titelkämpfe bestritt Ortega bei der Weltmeisterschaft 2007 in Melbourne, wo er in allen drei Einzelwettbewerben startete, aber jeweils im Vorkampf ausschied. Im gleichen Jahr gewann er bei den Panamerikanischen Spielen in Rio de Janeiro im 10-m-Synchronspringen mit Juan Urán die Bronzemedaille. Beim Weltcup im Jahr 2008 qualifizierte er sich mit Urán für die Olympischen Spiele in Peking. Das Duo startete im 10-m-Synchronspringen und erreichte im Finale Rang sechs. Ortega nahm auch an der Weltmeisterschaft 2009 in Rom und 2011 in Shanghai teil. 2011 erreichte Ortega seine bislang besten WM-Platzierungen. Im Einzel vom Turm zog er ins Halbfinale ein, im 10-m-Synchronspringen wurde er mit Urán im Finale Elfter. Bei den Panamerikanischen Spielen in Guadalajara erreichte er ebenfalls gute Platzierungen. Im Synchronspringen wurde er vom 3-m-Brett mit Sebastián Villa und vom 10-m-Turm mit Juan Ríos jeweils Fünfter, im Einzelwettbewerb vom Turm belegte er Rang acht.